# Хачатурян Хачатур Володимирович

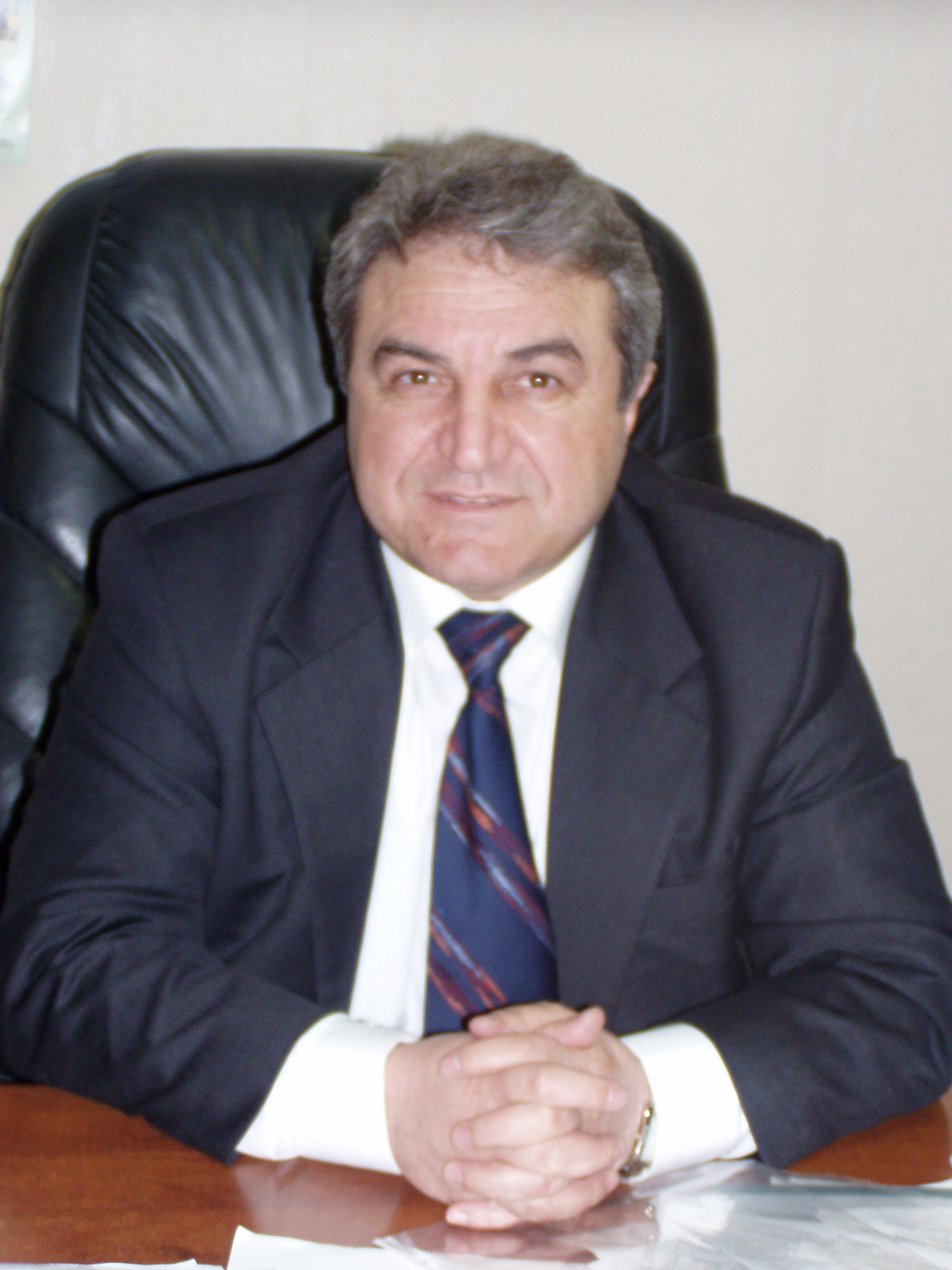
Президент Київського Міжнародного Університету Хачату́р Володи́мирович Хачатуря́н

Хачату́р Володи́мирович Хачатуря́н (*11 жовтня 1954, Єреван, Вірменія) — науковець, професор, президент Київського міжнародного університету, кандидат філологічних наук.

## Життєпис
1976—1982 — навчання у Київський Національний Лінгвістичний університет. У 1985 р. захистив дисертацію.
Трудову діяльність розпочав у 1971 р. Упродовж 1973—1975 — служба у лавах Радянської армії у військах ППО.
1982—1986 — працював у СШ № 94 м. Києва вчителем англійської мови.
1986—1990 — працював методистом Ленінського РМК м. Києва. З 1990 р. став Генеральним директором Центру інтенсивного навчання іноземних мов, а від 1994 р. — ректор Київського міжнародного університету.
З 2004 по 2009 — очолював Політичну партію «Совість України». В 2010 р. обраний головою партії «Совість України».
Відомий вчений, педагог, поліглот, композитор, поет, письменник. Член Міжнародної асоціації поліглотів.
У системі освіти працює понад 35 років, як ректор, а нині президент університету, впроваджує нові підходи та технології в управлінні вищим навчальним закладом. Є автором методики викладання іноземних мов, яка впроваджена в Київському міжнародному університеті. Автор понад 250 наукових праць, у тому числі з питань державного управління, інновації в освіті, науку, культуру, є членом 14 академій наук, з яких 8-закордонні. Володіє 17 мовами.[джерело?] Автор методики інтенсивного вивчення іноземних мов. Має 8 авторських прав на твори з даної тематики.

## Нагороди
- «Відмінник освіти України» (МОН України, 1999 р.)
- Орден Святого Рівноапостольного князя Володимира Великого І-ІІІ ступенів (2009—2015 рр.)
- золота медаль Міжнародної кадрової академії «За заслуги в освіті» (2000 р.)
- срібна Георгіївська медаль «Честь, слава, труд» ІІ ступеня з присвоєнням титулу «Георгієвський лицар» (2000 р.)
- Хрест Пошани Українського Фонду науково-економічного та юридичного співробітництва «За духовне відродження» (2002 р.)
- почесна відзнака Координаційної ради при Президентові України «Лицар мужності» (2004 р.)
- Орден святих Кирила і Мефодія (2004 р.)
- знак Асоціації навчальних закладів України приватної форми власності «За розбудову освіти» (2005 р.)
- почесна нагорода І ступеню «Свята Софія» Міжнародної громадської організації «Асамблея ділових кіл» (2009 р.)
- нагрудний знак Київського міського голови «Знак Пошани» (2009 р.)
- Орден «За духовне відродження нації» [Архівовано 13 червня 2021 у Wayback Machine.] (Асоціація навчальних закладів України приватної форми власності, 2009 р.)
- дійсний член Клубу ректорів Європи (2010 р.)[1]
- Орден Золотого тріумфального сокола (2015 р.)
- Почесне звання «Лицар Вітчизни» та орден «Золотий хрест честі і звитяги» (2016 р.)
- Міжнародна нагорода «Лаври слави» (2017 р.)

## Творчість
Хачатур Хачатурян — композитор, автор слів і музики, творів у самих різних жанрах: Альбоми:
- Древней столице Армении (12 музыкальных произведений)
- Западная Армения (21 музыкальных произведений)
- Административные центры Армении (11 музыкальных произведений)
- Artsakh (Нагорный Карабах) (20 музыкальных произведений)
- Ненька Україна (14 пісень) на YouTube
- «Гімн Київського міжнародного університету» та інші на YouTube.

## Автор наукових праць
- Підручник «Англійська мова для початківців та тих, хто продовжує навчання»
- Навчальний посібник «Навчання іноземним мовам через активізацію мовленнєвих можливостей людини на основі музичного сприйняття»
- Монографія «Ролевая игра как эффективный способ обучения иностранным языкам»
- Монографія «Обучения иностранным языкам методом погружения»
- Монографія «Обучение иностранным языкам через активизацию языковых возможностей человека на основе музыкального восприятия»
- Навчальний посібник на основі нових методичних розробок «Английский язык для начинающих»
- Монографія «Обучение иностранным языкам в условиях двуязычия»
- Монографія «Обучение иностранным языкам (методические основы обучения двум иностранным языкам одновременно методом сопоставления)»
- Монографія «Інновації в державному управлінні»
- Монографія «Отечественное самоуправление в мировом историческом процессе»
- Монографія «Модель самоуправления для Украины ХХІ в.»
- Навчальний посібник «Місцева демократія: вітчизняний і зарубіжний досвід» та інші.

Наукові інтереси: методика викладання іноземних мов і державне управління.